# Gábor Bódy
Dans le nom hongrois Bódy Gábor, le nom de famille précède le prénom, mais cet article utilise l’ordre habituel en français Gábor Bódy, où le prénom précède le nom.
Gábor Bódy (30 août 1946, Budapest - 24 octobre 1985, Budapest) est un réalisateur hongrois. 
Il est l'auteur de plusieurs longs métrages à la lisière du cinéma expérimental,  il a également réalisé quelques « vidéos d'art » très appréciées pour leur inventivité. Leur teneur  mystique fait référence à la mythologie grecque et à l'alchimie.

## Biographie
Après des débuts à Budapest dans un groupe de recherches expérimental (K/3 experimental film group), il  adapte une nouvelle d'Ambrose Bierce dans un long métrage : Amerikai anzix (hu) (American Torso). Il gagne alors le grand prix du nouveau cinéaste à l'International Filmfestival Mannheim-Heidelberg et le prix de la critique hongroise pour le meilleur film de 1975. Ce long-métrage en noir et blanc usant d'effets expérimentaux, liés aux débuts de la photographie et du cinéma, narre les aventures d'un topographe durant la guerre de Sécession.
Son film suivant, Narcisse et Psyché, est une super-production hongroise basée sur les écrits poétiques de Sándor Weöres'/  Psyché. Les rôles principaux sont tenus par Patricia Adriani, Udo Kier et György Cserhalmi.
Il existe 3 versions de ce film : une version originale de 210 minutes, une en deux parties de 136 minutes et une autre de 270 minutes en trois parties, pour la télévision. C'est un film romantique et baroque, usant d'effets visuels de colorisation audacieux, assez proche dans son maniérisme du film que tournera cinq ans plus tard Michelangelo Antonioni : Le Mystère d'Oberwald - 1980 [réf. nécessaire].
En 1980, Bódy commence à travailler pour le premier magazine international de video : Infermental. Il en supervisera dix numéros. 

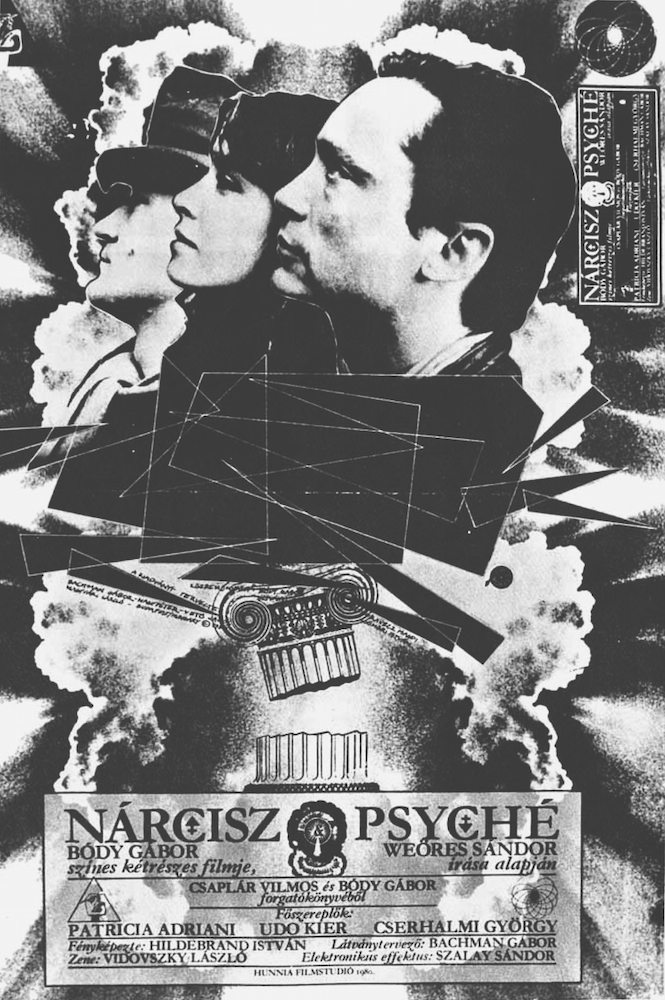
Nárcisz és Psyché – affiche du film

Après avoir fait face à nombreuses difficultés professionnelles, Bódy commence ce qui sera son dernier film Kutya éji dala (Dog's Night Song). Dans ce film, il incorpore du  Super8 et des images de video footage. 
Il intègre également les musiques du groupe punk hongrois : "deeply rooted in the fundamentals of today's reality."
En 1985 Bódy meurt dans d'étranges circonstances ; les journaux parlent de suicide, mais certains pensent qu'il aurait été assassiné.

## Filmographie
- 1972 : Ifivezetők
- 1975 : Amerikai anzix
- 1975 : Négy bagatell
- 1978 : Krétakör
- 1980 : Narcisse et Psyché (Nárcisz és Psyché)
- 1983 : Kutya éji dala